# BNO-10-04 – Endokrin, táplálkozási és anyagcsere betegségek
 A BNO-kódrendszer hivatalos nemzetközi forrása az Egészségügyi Világszervezet (WHO) honlapja; az ÁEEK által finanszírozott egészségügyi ellátások tekintetében az aeek.hu az irányadó!
Az alábbi hierarchia a nyomtatott magyar kiadásnak (BNO-10, 1995) felel meg.

## A pajzsmirigy rendellenességei (E00-E07)
- E00 Veleszületett jódhiány tünetegyüttes
  - E00.0 Veleszületett jódhiány-szindróma, idegrendszeri típus
  - E00.1 Veleszületett jódhiány tünetegyüttes, myxoedemás típus
  - E00.2 Veleszületett jódhiány tünetegyüttes, kevert típus
  - E00.9 Veleszületett jódhiány tünetegyüttes, k.m.n.
- E01 Jódhiánnyal összefüggő pajzsmirigy rendellenességek és rokon állapotok
  - E01.0 Jódhiányhoz társuló diffúz (endémiás) golyva
  - E01.1 Jódhiányhoz társuló multinoduláris (endémiás) golyva
  - E01.2 Jódhiányhoz társuló (endémiás) golyva, k.m.n.
  - E01.8 Jódhiányhoz társuló egyéb pajzsmirigy betegségek és rokon állapotok
- E02 Szubklinikai jódhiányos hypothyreosis
- E03 Egyéb hypothyreosis
  - E03.0 Veleszületett hypothyreosis diffúz golyvával
  - E03.1 Veleszületett hypothyreosis golyva nélkül
  - E03.2 Gyógyszerek és egyéb exogén anyagok okozta hypothyreosis
  - E03.3 Infectiók utáni hypothyreosis
  - E03.4 Pajzsmirigy sorvadás (szerzett)
  - E03.5 Myxoedemás kóma
  - E03.8 Egyéb meghatározott hypothyreosis
  - E03.9 Hypothyreosis, k.m.n.
- E04 Egyéb nem-toxikus golyva
  - E04.0 Nem-toxikus diffúz golyva
  - E04.1 Nem-toxikus solitaer pajzsmirigy göb
  - E04.2 Nem-toxikus többgöbös golyva
  - E04.8 Egyéb meghatározott nem-toxikus golyva
  - E04.9 Nem-toxikus golyva, k.m.n.
- E05 Thyreotoxicosis [hyperthyreosis]
  - E05.0 Thyreotoxicosis diffúz golyvával
  - E05.1 Thyreotoxicosis, solitaer toxikus pajzsmirigy göbbel
  - E05.2 Thyreotoxicosis multinoduláris toxikus golyvával
  - E05.3 Thyreotoxicosis ectopiás pajzsmirigy következtében
  - E05.4 Művileg kiváltott thyreotoxicosis
  - E05.5 Thyreotoxikus krízis
  - E05.8 Egyéb thyreotoxicosis
  - E05.9 Thyreotoxicosis k.m.n.
- E06 Pajzsmirigygyulladás
  - E06.0 Heveny pajzsmirigygyulladás
  - E06.1 Szubakut pajzsmirigy gyulladás
  - E06.2 Idült pajzsmirigy gyulladás átmeneti thyreotoxicosissal
  - E06.3 Autoimmun thyreoiditis
  - E06.4 Gyógyszer okozta pajzsmirigygyulladás
  - E06.5 Egyéb idült pajzsmirigygyulladás
  - E06.9 Pajzsmirigy gyulladás, k.m.n.
- E07 A pajzsmirigy egyéb betegségei
  - E07.0 Fokozott calcitonin elválasztás
  - E07.1 Hormonképzés defektusával társuló golyva
  - E07.8 A pajzsmirigy egyéb betegségei
  - E07.9 Pajzsmirigy betegség, k.m.n.

## Diabetes mellitus (E10-E14)
- E10 Inzulin-dependens cukorbetegség
  - E10.0 Inzulin-dependens cukorbetegség kómával
  - E10.1 Inzulin-dependens cukorbetegség ketoacidózissal
  - E10.2 Inzulin-dependens cukorbetegség vese szövődményekkel
  - E10.3 Inzulin-dependens cukorbetegség szem szövődményekkel
  - E10.4 Inzulin-dependens cukorbetegség idegrendszeri szövődményekkel
  - E10.5 Inzulin-dependens cukorbetegség perifériás keringési szövődményekkel
  - E10.6 Inzulin-dependens cukorbetegség egyéb megnevezett szövődményekkel
  - E10.7 Inzulin-dependens cukorbetegség többszörös szövődménnyel
  - E10.8 Inzulin-dependens cukorbetegség nem meghatározott szövődményekkel
  - E10.9 Inzulin-dependens cukorbetegség szövődmények nélkül
- E11 Nem inzulin-dependens cukorbetegség
  - E11.0 Nem inzulin-dependens cukorbetegség kómával
  - E11.1 Nem inzulin-dependens cukorbetegség ketoacidózissal
  - E11.2 Nem inzulin-dependens cukorbetegség vese szövődményekkel
  - E11.3 Nem inzulin-dependens cukorbetegség szem szövődményekkel
  - E11.4 Nem inzulin-dependens cukorbetegség idegrendszeri szövődményekkel
  - E11.5 Nem inzulin-dependens cukorbetegség perifériás keringési szövődményekkel
  - E11.6 Nem inzulin-dependens cukorbetegség egyéb megnevezett szövődményekkel
  - E11.7 Nem inzulin-dependens cukorbetegség többszörös szövődménnyel
  - E11.8 Nem inzulin-dependens cukorbetegség nem meghatározott szövődményekkel
  - E11.9 Nem inzulin-dependens cukorbetegség szövődmények nélkül
- E12 Malnutritióhoz társuló cukorbetegség
  - E12.0 Malnutritióhoz társuló cukorbetegség kómával
  - E12.1 Malnutritióhoz társuló cukorbetegség ketoacidózissal
  - E12.2 Malnutritióhoz társuló cukorbetegség vese szövődményekkel
  - E12.3 Malnutritióhoz társuló cukorbetegség szem szövődményekkel
  - E12.4 Malnutritióhoz társuló cukorbetegség idegrendszeri szövődményekkel
  - E12.5 Malnutritióhoz társuló cukorbetegség perifériás keringési szövődményekkel
  - E12.6 Malnutritióhoz társuló cukorbetegség egyéb megnevezett szövődményekkel
  - E12.7 Malnutritióhoz társuló cukorbetegség többszörös szövődménnyel
  - E12.8 Malnutritióhoz társuló cukorbetegség nem meghatározott szövődményekkel
  - E12.9 Malnutritióhoz társuló cukorbetegség szövődmények nélkül
- E13 Egyéb megjelölt cukorbaj
  - E13.0 Egyéb megjelölt cukorbaj kómával
  - E13.1 Egyéb megjelölt cukorbaj ketoacidózissal
  - E13.2 Egyéb megjelölt cukorbaj vese szövődményekkel
  - E13.3 Egyéb megjelölt cukorbaj szem szövődményekkel
  - E13.4 Egyéb megjelölt cukorbaj idegrendszeri szövődményekkel
  - E13.5 Egyéb megjelölt cukorbaj perifériás keringési szövődményekkel
  - E13.6 Egyéb megjelölt cukorbaj egyéb megnevezett szövődményekkel
  - E13.7 Egyéb megjelölt cukorbaj többszörös szövődménnyel
  - E13.8 Egyéb megjelölt cukorbaj nem meghatározott szövődményekkel
  - E13.9 Egyéb megjelölt cukorbaj szövődmények nélkül
- E14 Cukorbetegség, k.m.n.
  - E14.0 Cukorbetegség, k.m.n. kómával
  - E14.1 Cukorbetegség, k.m.n. ketoacidózissal
  - E14.2 Cukorbetegség, k.m.n. vese szövődményekkel
  - E14.3 Cukorbetegség, k.m.n. szem szövődményekkel
  - E14.4 Cukorbetegség, k.m.n. idegrendszeri szövődményekkel
  - E14.5 Cukorbetegség, k.m.n. perifériás keringési szövődményekkel
  - E14.6 Cukorbetegség, k.m.n. egyéb megnevezett szövődményekkel
  - E14.7 Cukorbetegség, k.m.n. többszörös szövődménnyel
  - E14.8 Cukorbetegség, k.m.n. nem meghatározott szövődményekkel
  - E14.9 Cukorbetegség, k.m.n. szövődmények nélkül

## A cukoranyagcsere szabályozás és hasnyálmirigy belső elválasztás egyéb rendellenességei (E15-E16)
- E15 Nem-diabeteses hypoglycaemiás kóma
- E16 A hasnyálmirigy belső elválasztású működésének egyéb zavarai
  - E16.0 Gyógyszer okozta hypoglycaemia, kóma nélkül
  - E16.1 Egyéb hypoglycaemia
  - E16.2 Hypoglycaemia, k.m.n.
  - E16.3 Fokozott glucagon elválasztás
  - E16.8 A hasnyálmirigy hormontermelésének egyéb megjelölt zavarai
  - E16.8 A hasnyálmirigy hormontermelésének egyéb megjelölt zavarai
  - E16.9 A hasnyálmirigy hormontermelésének zavarai, k.m.n.

## Egyéb endokrin mirigyek rendellenességei (E20-E35)
- E20 Hypoparathyreosis
  - E20.0 Idiopathiás hypoparathyreosis
  - E20.1 Pseudohypoparathyreosis
  - E20.8 Egyéb hypoparathyreosis
  - E20.9 Hypoparathyreosis k.m.n.
- E21 A mellékpajzsmirigy túlműködése és egyéb betegségei
  - E21.0 Primer hyperparathyreosis
  - E21.1 Szekunder hyperparathyreosis, m.n.o.
  - E21.2 Egyéb mellékpajzsmirigy túlműködés
  - E21.3 Hyperparathyreosis, k.m.n.
  - E21.4 Egyéb meghatározott mellékpajzsmirigy betegségek
  - E21.5 Mellékpajzsmirigy betegség, k.m.n.
- E22 Az agyalapi mirigy túlműködése
  - E22.0 Acromegalia és hypophysaer gigantismus
  - E22.1 Hyperprolactinaemia
  - E22.2 Antidiuretikus hormon termelési zavar szindróma
  - E22.8 Az agyalapi mirigy egyéb túlműködése
  - E22.9 Agyalapi mirigy túlműködés, k.m.n.
- E23 Az agyalapi mirigy csökkent működése és egyéb rendellenességei
  - E23.0 Hypopituitarismus
  - E23.1 Gyógyszer okozta agyalapi mirigy elégtelenség
  - E23.2 Diabetes insipidus
  - E23.3 Hypothalamus dysfunctio, m.n.o.
  - E23.6 Az agyalapi mirigy egyéb betegségei
  - E23.7 Agyalapi mirigy betegség, k.m.n.
- E24 Cushing szindróma
  - E24.0 Hypophysis eredetű Cushing-kór
  - E24.1 Nelson szindróma
  - E24.2 Gyógyszer okozta Cushing szindróma
  - E24.3 Ectopiás ACTH-szindróma
  - E24.4 Alkohol okozta pseudo-Cushing szindróma
  - E24.8 Egyéb Cushing szindróma
  - E24.9 Cushing szindróma, k.m.n.
- E25 Adrenogenitális szindrómák
  - E25.0 Enzimhiánnyal társuló veleszületett adrenogenitális rendellenességek
  - E25.8 Egyéb adrenogenitális rendellenességek
  - E25.9 Adrenogenitális rendellenesség, k.m.n.
- E26 Hyperaldosteronismus
  - E26.0 Primer hyperaldosteronismus
  - E26.1 Szekunder hyperaldosteronismus
  - E26.8 Egyéb hyperaldosteronismus
  - E26.9 Hyperaldosteronismus, k.m.n.
- E27 A mellékvese egyéb betegségei
  - E27.0 Egyéb mellékvesekéreg túlműködés
  - E27.1 Primer mellékvesekéreg elégtelenség
  - E27.2 Addison-krízis
  - E27.3 Gyógyszer okozta mellékvesekéreg elégtelenség
  - E27.4 Egyéb és k.m.n. mellékvesekéreg elégtelenség
  - E27.5 Mellékvesevelő túlműködés
  - E27.8 Egyéb megjelölt mellékvese betegségek
  - E27.9 Mellékvese betegség, k.m.n.
- E28 A petefészek működési zavarai
  - E28.0 Oestrogen túltermelés
  - E28.1 Androgén túltermelés
  - E28.2 Polycystás ovarium szindróma
  - E28.3 Primer petefészek elégtelenség
  - E28.8 Egyéb petefészek működési zavar
  - E28.9 Petefészek működési zavar k.m.n.
- E29 A here működési zavarai
  - E29.0 Here túlműködés
  - E29.1 Here hypofunctio
  - E29.8 Egyéb hereműködési zavar
  - E29.9 Hereműködési zavar, k.m.n.
- E30 A nemi érés zavarai, m.n.o.
  - E30.0 A nemi érés késése
  - E30.1 Korai nemi érés
  - E30.8 Egyéb nemi érési zavarok
  - E30.9 Nemi érés zavara, k.m.n.
- E31 Több endokrin szerv kóros működése
  - E31.0 Autoimmun polyglanduláris elégtelenség
  - E31.1 Polyglanduláris túlműködés
  - E31.8 Egyéb polyglanduláris hormonzavar
  - E31.9 Polyglanduláris hormonzavar, k.m.n.
- E32 A csecsemőmirigy betegségei
  - E32.0 Perzisztáló thymus hyperplasia
  - E32.1 Thymus tályog
  - E32.8 Thymus egyéb betegségei
  - E32.9 Thymusbetegség, k.m.n.
- E34 Egyéb endokrin rendellenességek
  - E34.0 Carcinoid szindróma
  - E34.1 Egyéb intestinális hormon túltermelés
  - E34.2 Ectopiás hormontermelés, m.n.o.
  - E34.3 Alacsonynövés, m.n.o.
  - E34.4 Alkati magasnövés
  - E34.5 Androgén rezisztencia szindróma
  - E34.8 Egyéb megjelölt endokrin betegségek
  - E34.9 Endokrin rendellenesség, k.m.n.
- E35 A belső elválasztású mirigyek zavarai máshová osztályozott betegségekben
  - E35.0 Pajzsmirigy betegségek máshová osztályozott betegségekben
  - E35.1 Mellékvese betegségek máshová osztályozott betegségekben
  - E35.8 Egyéb endokrin szervek betegségei máshová osztályozott betegségekben

## Malnutritio (E40-E46)
- E40 Kwashiorkor
- E41 Táplálkozási marasmus
- E42 Marasmussal társuló kwashiorkor
- E43 Súlyos fehérje-energiahiányos alultápláltság, k.m.n.
- E44 Enyhe és közepes fehérje-energiahiányos alultápláltság
  - E44.0 Mérsékelt fokú fehérje-energiahiányos alultápláltság
  - E44.1 Enyhe fokú fehérje-energiahiányos alultápláltság
- E45 Fejlődés visszamaradás fehérje-energiahiányos alultápláltság miatt
- E46 Fehérje-energiahiányos alultápláltság, k.m.n.

## Egyéb táplálkozási hiánybetegségek (E50-E64)
- E50 A-vitamin hiány
  - E50.0 A-vitamin hiány kötőhártya xerosissal
  - E50.1 A-vitamin hiány Bitot-folttal és kötőhártya xerosissal
  - E50.2 A-vitamin hiány szaruhártya xerosissal
  - E50.3 A-vitamin hiány szaruhártya fekéllyel és xerosissal
  - E50.4 A-vitamin hiány keratomalaciával
  - E50.5 A-vitamin hiány farkasvaksággal
  - E50.6 A-vitamin hiány xerophtalmusos szaruhártya-hegekkel
  - E50.7 A-vitamin hiány egyéb szem-manifesztációi
  - E50.8 A-vitamin hiány egyéb manifesztációi
  - E50.9 A-vitamin hiány, k.m.n.
- E51 Thiamin hiány
  - E51.1 Beriberi
  - E51.2 Wernicke-encephalopathia
  - E51.8 Thiamin hiány egyéb manifesztációi
  - E51.9 Thiamin hiány, k.m.n.
- E52 Niacin hiány [pellagra]
- E53 Egyéb B-vitaminok hiánya
  - E53.0 Riboflavin hiány
  - E53.1 Pyridoxin hiány
  - E53.8 Egyéb meghatározott, B csoportba tartozó vitamin hiánya
  - E53.9 B-vitamin hiány, k.m.n.
- E54 Ascorbinsav hiány
- E55 D-vitamin hiány
  - E55.0 Rachitis, aktív
  - E55.9 D-vitamin hiány, k.m.n.
- E56 Egyéb vitamin hiányok
  - E56.0 E-vitamin hiány
  - E56.1 K-vitamin hiány
  - E56.8 Egyéb vitaminhiányok
  - E56.9 Vitaminhiány, k.m.n.
- E58 Táplálkozási kalcium hiány
- E59 Táplálkozási szelén hiány
- E60 Táplálkozási cink hiány
- E61 Egyéb nyomelemek hiánya
  - E61.0 Rézhiány
  - E61.1 Vashiány
  - E61.2 Magnézium-hiány
  - E61.3 Mangán-hiány
  - E61.4 Króm-hiány
  - E61.5 Molibdén-hiány
  - E61.6 Vanádium-hiány
  - E61.7 Több nyomelem hiánya
  - E61.8 Egyéb nyomelem hiánya
  - E61.9 Nyomelem hiány, k.m.n.
- E63 Egyéb táplálkozási hiányállapotok
  - E63.0 Essentiális zsírsav [EFA] hiány
  - E63.1 A táplálék alkotóelemeinek aránytalansága
  - E63.8 Egyéb megjelölt táplálkozási hiányállapotok
  - E63.9 Táplálkozási hiányállapot, k.m.n.
- E64 Az alultápláltság és egyéb táplálkozási hiányállapotok következményei
  - E64.0 Fehérje-energiahiányos alultápláltság következményei
  - E64.1 A-vitamin hiány következményei
  - E64.2 C-vitamin hiány következményei
  - E64.3 Rachitis következményei
  - E64.8 Egyéb táplálkozási hiányállapotok következményei
  - E64.9 Táplálkozási hiányállapot következményei k.m.n.

## Obesitas és egyéb túltápláltság (E65-E68)
- E65 Helyi zsírlerakódás
- E66 Elhízás
  - E66.0 Kalóriatöbblet miatti elhízás
  - E66.1 Gyógyszer okozta elhízás
  - E66.2 Extrém elhízás alveoláris hypoventillatióval
  - E66.8 Egyéb elhízás
  - E66.9 Elhízás, k.m.n.
- E67 Egyéb túltápláltság
  - E67.0 A-hypervitaminosis
  - E67.1 Hypercarotinaemia
  - E67.2 Pyridoxin (B6-vitamin) túladagolás szindróma
  - E67.3 D-hypervitaminosis
  - E67.8 Egyéb megjelölt túltápláltság
- E68 A túltápláltság következményei

## Anyagcsere rendellenességek (E70-E90)
- E70 Az aromás aminosavak anyagcseréjének zavarai
  - E70.0 Klasszikus phenylketonuria
  - E70.1 Egyéb hyperphenylalaninaemiák
  - E70.2 A tyrosin anyagcsere zavarai
  - E70.3 Albinismus
  - E70.8 Az aromás aminosavak anyagcseréjének egyéb rendellenességei
  - E70.9 Aromás aminosav anyagcsere rendellenesség k.m.n.
- E71 Az oldalláncos aminosavak és zsírsavak anyagcseréjének rendellenességei
  - E71.0 Juharfaszirup betegség
  - E71.1 Oldalláncos aminosav anyagcsere egyéb rendellenességei
  - E71.2 Oldalláncos aminosav anyagcsere rendellenesség, k.m.n.
  - E71.3 Zsírsav anyagcsere rendellenességei
- E72 Az aminosav anyagcsere egyéb rendellenességei
  - E72.0 Az aminosav transzport zavarai
  - E72.1 Kéntartalmú aminosavak anyagcsere rendellenességei
  - E72.2 A karbamid-ciklus rendellenességei
  - E72.3 A lysin és hydroxylysin anyagcsere rendellenességei
  - E72.4 Az ornithin anyagcsere rendellenességei
  - E72.5 A glycin anyagcsere rendellenességei
  - E72.8 Az aminosav anyagcsere egyéb rendellenességei
  - E72.9 Aminosav anyagcsere rendellenesség k.m.n.
- E73 Laktóz intolerancia
  - E73.0 Veleszületett laktóz-hiány
  - E73.1 Másodlagos laktóz-hiány
  - E73.8 Egyéb laktóz intolerancia
  - E73.9 Laktóz intolerancia, k.m.n.
- E74 A szénhidrát anyagcsere egyéb rendellenességei
  - E74.0 Glycogen tárolási betegség
  - E74.1 A fruktóz anyagcsere rendellenességei
  - E74.2 Galactose anyagcsere zavarai
  - E74.3 Az intestinális szénhidrát-felszívódás egyéb rendellenességei
  - E74.4 A pyruvat anyagcsere és a gluconeogenesis rendellenességei
  - E74.8 Egyéb szénhidrát anyagcsere rendellenességek
  - E74.9 Szénhidrát anyagcsere rendellenesség k.m.n.
- E75 A sphingolipid anyagcsere rendellenességei és a zsírtárolás egyéb betegségei
  - E75.0 GM2 gangliosidosis
  - E75.1 Egyéb gangliosidosis
  - E75.2 Egyéb sphingolipidosis
  - E75.3 Sphingolipidosis, k.m.n.
  - E75.4 Neuronális ceroid lipofuscinosis
  - E75.5 Egyéb lipid tárolási betegségek
  - E75.6 Lipid tárolási betegség, k.m.n.
- E76 A glycosaminoglycan anyagcsere rendellenességei
  - E76.0 Mucopolysaccharidosis, I. típus
  - E76.1 Mucopolysaccharidosis, II. típus
  - E76.2 Egyéb mucopolysaccharidosisok
  - E76.3 Mucopolysaccharidosis, k.m.n.
  - E76.8 A glucosaminoglycan anyagcsere egyéb rendellenességei
  - E76.9 Glucosaminoglycan anyagcsere rendellenesség k.m.n.
- E77 A glycoprotein anyagcsere rendellenességei
  - E77.0 A lysosomális enzimek post-translatiós modifikációjának defektusai
  - E77.1 A glycoprotein lebontás defektusai
  - E77.8 A glycoprotein anyagcsere egyéb rendellenességei
  - E77.9 Glycoprotein anyagcsere rendellenesség k.m.n.
- E78 A lipoprotein anyagcsere rendellenességei és egyéb lipidaemiák
  - E78.0 Tiszta hypercholesterinaemia
  - E78.1 Tiszta hypertriglyceridaemia
  - E78.2 Kevert hyperlipidaemia
  - E78.3 Hyperchylomicronaemia
  - E78.4 Egyéb hyperlipidaemia
  - E78.5 Hyperlipidaemia, k.m.n.
  - E78.6 Lipoprotein hiány
  - E78.8 A lipoprotein anyagcsere egyéb rendellenességei
  - E78.9 Lipoprotein anyagcsere rendellenesség, k.m.n.
- E79 A purin és pirimidin anyagcsere rendellenességei
  - E79.0 Hyperuricaemia gyulladásos arthritis és köszvényes csomók nélkül
  - E79.1 Lesch-Nyhan szindróma
  - E79.8 A purin és pirimidin anyagcsere egyéb rendellenességei
  - E79.9 Purin és pirimidin anyagcsere rendellenesség, k.m.n.
- E80 A porphyrin- és bilirubin-anyagcsere zavarai
  - E80.0 Hereditaer erythropoeticus porphyria
  - E80.1 Porphyria cutanea tarda
  - E80.2 Egyéb porphyria
  - E80.3 Catalase és peroxydase defektusok
  - E80.4 Gilbert szindróma
  - E80.5 Crigler-Najjar szindróma
  - E80.6 Egyéb bilirubin anyagcsere rendellenességek
  - E80.7 Bilirubin anyagcsere rendellenesség, k.m.n.
- E83 Az ásványi anyagcsere zavarai
  - E83.0 A réz-anyagcsere rendellenességei
  - E83.1 A vas anyagcsere rendellenességei
  - E83.2 A cink anyagcsere rendellenességei
  - E83.3 A foszfor-anyagcsere rendellenességei
  - E83.4 A magnézium anyagcsere rendellenességei
  - E83.5 A kalcium anyagcsere rendellenességei
  - E83.8 Az ásványi anyagcsere egyéb rendellenességei
  - E83.9 Ásványi anyagcsere rendellenesség, k.m.n.
- E84 Fibrosis cystica
  - E84.0 Fibrosis cystica tüdő-manifesztációkkal
  - E84.1 Fibrosis cystica intestinális manifesztációkkal
  - E84.8 Fibrosis cystica egyéb manifesztációkkal
  - E84.9 Fibrosis cystica, k.m.n.
- E85 Amyloidosis
  - E85.0 Heredofamiliáris amyloidosis, neuropathia nélkül
  - E85.1 Heredofamiliáris amyloidosis neuropathiával
  - E85.2 Heredofamiliáris amyloidosis, k.m.n.
  - E85.3 Szekunder szisztémás amyloidosis
  - E85.4 Szervre lokalizált amyloidosis
  - E85.8 Egyéb amyloidosis
  - E85.9 Amyloidosis, k.m.n.
- E86 A testnedvek csökkenése, volumenhiány
- E87 A folyadék és elektrolit- háztartás, valamint a sav-bázis egyensúly egyéb zavarai
  - E87.0 Hyperosmolaritás és hypernatraemia
  - E87.1 Hyposmolaritás és hyponatraemia
  - E87.2 Acidózis
  - E87.3 Alkalosis
  - E87.4 A sav-bázis egyensúly kevert zavara
  - E87.5 Hyperkalaemia
  - E87.6 Hypokalaemia
  - E87.7 Túlzott folyadékbevitel (folyadéktúlterhelés)
  - E87.8 Egyéb elektrolit- és folyadék-egyensúly zavarok, m.n.o.
- E88 Egyéb anyagcsere rendellenességek
  - E88.0 A plazmafehérje anyagcsere m.n.o. rendellenességei
  - E88.1 Lipodystrophia, m.n.o.
  - E88.2 Lipomatosis, m.n.o.
  - E88.8 Egyéb anyagcsere rendellenességek
  - E88.9 Anyagcsere rendellenesség, k.m.n.
- E89 Beavatkozás utáni endokrin és anyagcsere betegségek, m.n.o.
  - E89.0 Beavatkozás utáni pajzsmirigy elégtelenség
  - E89.1 Beavatkozás utáni hypoinsulinaemia
  - E89.2 Beavatkozás utáni mellékpajzsmirigy elégtelenség
  - E89.3 Beavatkozás utáni hypophysis elégtelenség
  - E89.4 Beavatkozás utáni petefészek elégtelenség
  - E89.5 Beavatkozás utáni here-elégtelenség
  - E89.6 Beavatkozás utáni mellékvesekéreg(-velő) hypofunctio
  - E89.8 Beavatkozás utáni egyéb endokrin és anyagcsere zavarok
  - E89.9 Beavatkozás utáni endokrin és anyagcsere zavar, k.m.n.
- E90 Táplálkozási és anyagcsere zavarok máshova osztályozott betegségekben

| Sorszám | Főcsoport                                                                                                | BNO kódok |
| ------- | --- | --------- |
| 01      | BNO-10-01 – Fertőző és parazitás betegségek                                                              | A00–B99   |
| 02      | BNO-10-02 – Daganatok                                                                                    | C00–D48   |
| 03      | BNO-10-03 – A vér és a vérképző szervek betegségei és az immunrendszert érintő bizonyos rendellenességek | D50–D89   |
| 04      | BNO-10-04 – Endokrin, táplálkozási és anyagcsere betegségek                                              | E00–E90   |
| 05      | BNO-10-05 – Mentális és viselkedészavarok                                                                | F00–F99   |
| 06      | BNO-10-06 – Az idegrendszer betegségei                                                                   | G00–G99   |
| 07      | BNO-10-07 – A szem és függelékeinek betegségei                                                           | H00–H59   |
| 08      | BNO-10-08 – A fül és a csecsnyúlvány megbetegedései                                                      | H60–H95   |
| 09      | BNO-10-09 – A keringési rendszer betegségei                                                              | I00–I99   |
| 10      | BNO-10-10 – A légzőrendszer betegségei                                                                   | J00–J99   |
| 11      | BNO-10-11 – Az emésztőrendszer betegségei                                                                | K00–K93   |
| 12      | BNO-10-12 – A bőr és bőralatti szövet betegségei                                                         | L00–L99   |
| 13      | BNO-10-13 – A csont-izomrendszer és kötőszövet betegségei                                                | M00–M99   |
| 14      | BNO-10-14 – Az urogenitális rendszer megbetegedései                                                      | N00–N99   |
| 15      | BNO-10-15 – Terhesség, szülés és a gyermekágy                                                            | O00–O99   |
| 16      | BNO-10-16 – A perinatális szakban keletkező bizonyos állapotok                                           | P00–P96   |
| 17      | BNO-10-17 – Veleszületett rendellenességek, deformitások és kromoszómaabnormitások                       | Q00–Q99   |
| 18      | BNO-10-18 – Máshova nem osztályozott panaszok, tünetek és kóros klinikai és laboratóriumi leletek        | R00–R99   |
| 19      | BNO-10-19 – Sérülés, mérgezés és külső okok bizonyos egyéb következményei                                | S00–T98   |
| 20      | BNO-10-20 – A morbiditás és mortalitás külső okai                                                        | V01–Y98   |
| 21      | BNO-10-21 – Az egészségi állapotot és egészségügyi szolgálatokkal való kapcsolatot befolyásoló tényezők  | Z00–Z99   |
| (22)    | BNO-10-22 – Speciális kódok                                                                              | U00–U99   |